# Hada brunnescens
Hada brunnescens är en fjärilsart som beskrevs av Karl Schawerda 1938. Hada brunnescens ingår i släktet Hada och familjen nattflyn. Inga underarter finns listade i Catalogue of Life.